# لوبيرج (مسلسل)
لوبيرج هو عبارة عن سيتكوم رمضاني للمخرج إدريس الروخ أنتج سنة 2016 من طرف القناة الثانية المغربية دوزيم، تم تصوير أحداث السلسلة في بين الويدان إقليم أزيلال بمشاركة مجموعة من الممثلين المعروفين في الساحة الفنية المغربية، أنتجت السلسلة بميزانية تبلغ 9 مليون درهم 

## الممثلون
1. دنيا بوتازوت
2. هدى الريحاني
3. عزيز الحطاب
4. ماجدولين الإدريسي
5. سعيد باي
6. محمد الخياري
7. زهيرة صادق
8. أحمد الناجي

## أحداث السلسلة
تدور أحداث السلسة حول عائلة كانت مقيمة في الديار الفرنسية بالضبط بمدينة تولوز و تقرر الرجوع للمغرب لتحط رحالها في قرية مغربية و هنا تبدأ الفرجة.هي سلسلة مكونة من 30 حلقة على قناة دوزيم.فجأة، يأتي خبر أن لوبيرج أصبح بملكهم.في آخر، يصبح الأوبيرج ذا شهرة كبيرة.